# Hubert Baumgartner
Hubert Baumgartner (25 de fevereiro de 1955) é um ex-futebolista austríaco.

## Carreira
Hubert Baumgartner competiu na Copa do Mundo FIFA de 1978, sediada na Argentina, tendo a Seleção Austríaca terminado na sétima colocação dentre os 16 participantes.